# 阿蒂马拉帕蒂
阿蒂马拉帕蒂（Athimarapatti），是印度泰米尔纳德邦Toothukudi县的一个城镇。总人口17527（2001年）。

## 人口
该地2001年总人口17527人，其中男性9026人，女性8501人；0—6岁人口2312人，其中男1164人，女1148人；识字率68.45%，其中男性为70.75%，女性为66.00%。